# Мезон-Альфор — Ле Жуйёт (станция метро)
Мезон-Альфор — Ле Жуйёт (фр. Maisons-Alfort - Les Juilliotes) — станция линии 8 Парижского метрополитена, расположенная в коммуне Мезон-Альфор. Названа по расположению в квартале Ле-Жуйёт данной коммуны.

## История
- Станция открылась 27 апреля 1972 года при продлении линии 8 на один перегон от станции «Мезон-Альфор — Стад». До 24 сентября 1973 года, когда открылась первая очередь участка в соседнем городе Кретее, была конечной на линии.
- Пассажиропоток по станции по входу в 2011 году, по данным RATP, составил 1 976 516 человек[3]. В 2012 году он вырос до 2 027 919 человек[4]., а в 2013 году на станцию вошли 2 085 806 пассажиров (244-е место по уровню входного пассажиропотока в Парижском метро)[5].
- В 2015—2016 годах на станции проводится реновация. Стоимость проекта оценена в 2,3 миллиона евро[6].

## Конструкция и оформление
Станция построена по типовому парижскому проекту 1970—1980-х годов (однопролётная станция мелкого заложения), однако на ней построены две островные платформы с тремя путями.

## Путевое развитие
К северо-западу от станции три пути соединяются в два посредством пошёрстных съездов. С южной стороны от станции западный путь продолжается в виде длинного вытяжного тупика, который заканчивается в Кретее, к югу от станции Кретей — Л'Эша.

## Галерея

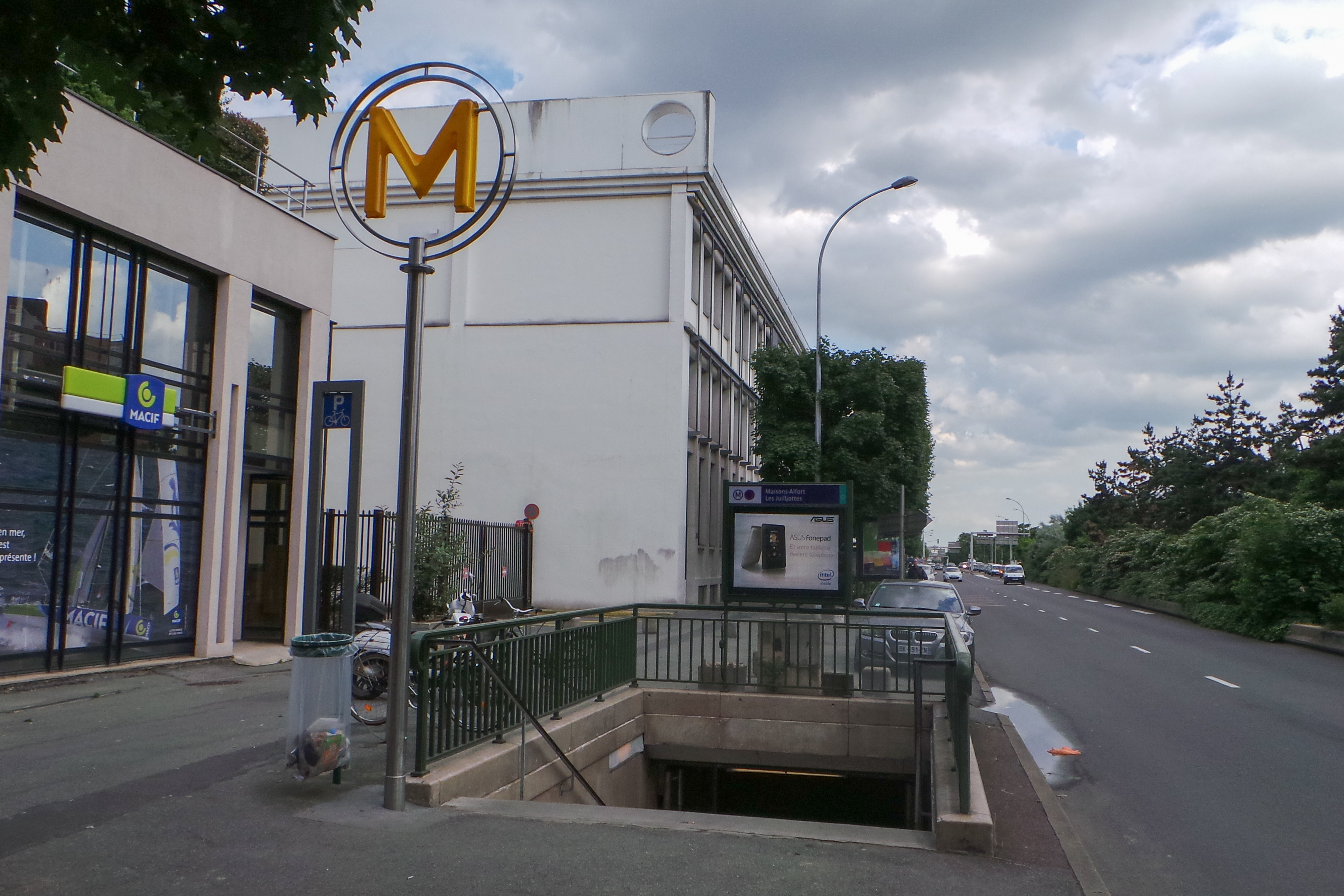
Лестничный сход